# 塞菲拉·蘇
 塞菲拉·蘇（日语： / Sephira Su）是日本CA MOBILE公司營運的線上占卜網站camfortune的形象角色，於2019年1月17日開始以「FTuber」（占卜師VTuber）的名義在YouTube上進行活動。於2021年1月24日結束活動。

## 簡介
自稱首位做為「FTuber」名義開始進行活動的少女，擅長利用數秘術和塔羅牌進行雙向占卜。擁有紫色的雙瞳，在為他人進行算命時會轉變為紅色，且能夠透徹過去、現在和未來的事情。
因失去記憶而對自己了解並不深，認為只要和各式各樣的人相遇、為他們進行占卜，汲取人們的各種經歷，便能找回失去的記憶。從而開始Vtuber活動。
非常喜歡吃肉，甚至曾因為製作人表示過「如果人氣逐漸變高，就會請她大飽肉食。」而作為繼續活動的原因之一。
除了日常的進行各種遊戲直播或聊天雜談主題外，每個月也會進行數次「占卜師的假日」（占い師の休日）直播環節，為觀眾算命。

## 活動、節目出演
- 2019年4月27日、28日間，作為NicoNico超會議 2019（日语：ニコニコ超会議）中、VTuber Fes Japan 2019環節的活動演出嘉賓。[4]
- 2020年1月3日，於中京電視台「THE 的中王 2020」節目當中，為來賓朝日奈央（日语：朝日奈央）、有村藍里（日语：有村藍里）、西野未姫進行星座運勢解析。[3]

## 備註
1. ↑  為CyberAgent的子公司
2. ↑  為占卜（Forture）和虛擬YouTuber（VTuber）的合稱

## 外部連結
- 「お布団の中でおやすみセフィラ」 （页面存档备份，存于）塞菲拉·蘇的部落格